# رافاييل سواريز
رافاييل سواريز (بالإسبانية: Rafael Suárez)‏ هو موزع فنزويلي، ولد في 1 ديسمبر 1929، وتوفي في 30 سبتمبر 1971.